# Kode für das Eigentumsmerkmal

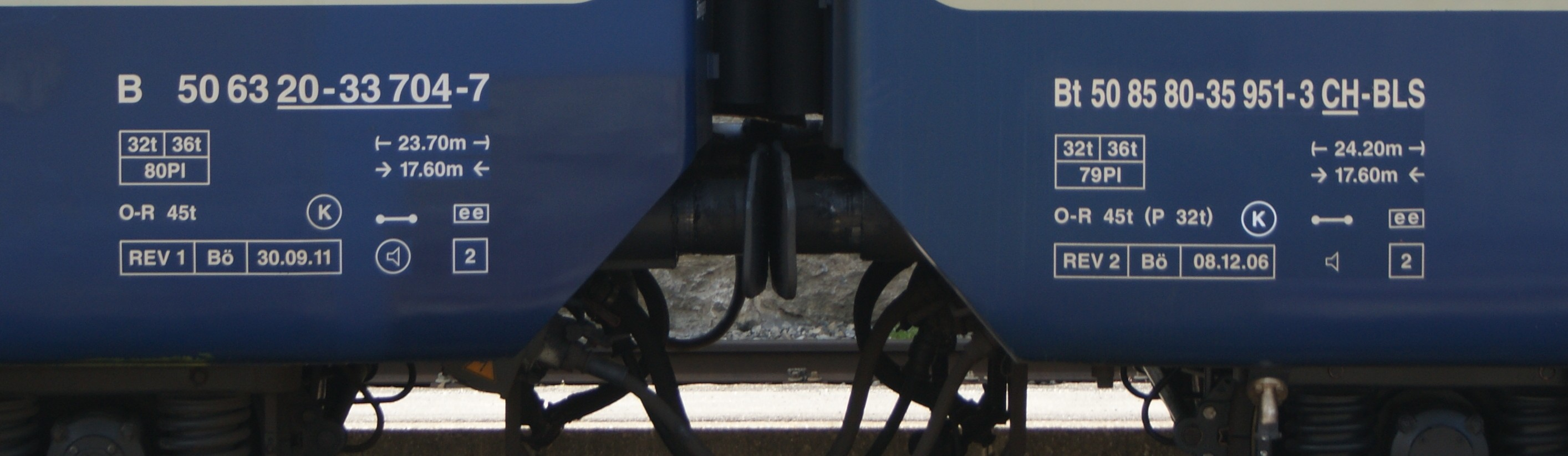
BLS-Wagen in einem Pendelzug, links noch mit Eigentümercode 63 = BLS, rechts mit Ländercode 85 = CH = Schweiz sowie dem Haltercode BLS

Der zweistellige Kode für das Eigentumsmerkmal wurde als eine Kennziffer eines Eisenbahnwagens in der Wagennummer verwendet.

## Geschichte
Bis 2005 wurde mit ihm der Eigentümer eines Wagens kodiert, dann trat der zweistellige Ländercode an seine Stelle. War der Eigentümer die Staatsbahn des entsprechenden Landes, blieb daher die Syntax der Wagennummer in der Regel gleich, die Semantik ist jedoch eine andere. Der Schienenfahrzeughalter oder die Schienenfahrzeughalterin wird seit 2006 durch eine maximal fünf Buchstaben lange Fahrzeughalterkennzeichnung (Haltercode) angegeben. Diese steht zusammen mit dem alphabetischen Ländercode neben der Fahrzeugnummer.
| Kennzahl | Eisenbahngesellschaft | Kürzel         | Land                            |
| -------- | --- | -------------- | ------------------------------- |
| 10 *     | Valtionrautatiet | VR             | Finnland                        |
| 20 *     | Sowetskije schelesnyje dorogi | SŽD            | Sowjetunion                     |
| 20       | Rossijskije schelesnyje dorogi | RZD            | Russland                        |
| 21 *     | Albanische Staatsbahn | ALB            | Albanien                        |
| 21       | Belaruskaja tschyhunka – Беларуская Чыгунка                                                                                                   | BC – БЧ        | Belarus                         |
| 22       | Ukrsalisnyzja | UZ             | Ukraine                         |
| 23       | Calea Ferată din Moldova | CFM            | Moldawien                       |
| 24       | Lietuvos geležinkeliai | LG             | Litauen                         |
| 25       | Latvijas dzelzceļš | LDZ            | Lettland                        |
| 26       | Eesti Vabariigi Raudtee | EVR            | Estland                         |
| 27       | Kasachstan Temir Scholy | KTZ            | Kasachstan                      |
| 28       | Georgian Railways – Sakartwelos Rkinigsa | GR             | Georgien                        |
| 29       | Uzbekiston Temir Yullari – Ўзбекистон темир йўллари                                                                                           | UTY – ЎТЙ      | Usbekistan                      |
| 30       | Zoesen Chelto | ZC             | Nordkorea                       |
| 31       | Mongolyn Tömör Dsam | MTZ – МТЗ      | Mongolei                        |
| 32       | Dung Sat Viet-Nam | DSVN           | Vietnam                         |
| 33       | Zhong Guo Tie Lu | KNR            | China                           |
| 40       | Ferrocarriles de Cuba | FC             | Kuba                            |
| 41       | Hekurudha Shqiptare | HSH            | Albanien                        |
| 42       | Japan Railways | JR             | Japan                           |
| 43       | Raab-Oedenburg-Ebenfurter Eisenbahn | GySEV          | Ungarn/Österreich               |
| 44 *     | Budapesti Helyiérdekű Vasút | HEV            | Ungarn                          |
| 44       | Željeznice Republike Srpske | ŽRS            | Bosnien und Herzegowina         |
| 49       | Željeznice Federacije Bosne i Hercegovine | ŽFBH           | Bosnien und Herzegowina         |
| 50 *     | Deutsche Reichsbahn | DR             | Deutsche Demokratische Republik |
| 51       | Polskie Koleje Państwowe | PKP            | Polen                           |
| 52       | Balgarski Darschawni Schelesnizi | BDZ            | Bulgarien                       |
| 53       | Căile Ferate Române | CFR            | Rumänien                        |
| 54 *     | Československé státní dráhy | ČSD            | Tschechoslowakei                |
| 54       | České dráhy | ČD             | Tschechien                      |
| 55       | Magyar Államvasutak | MÁV            | Ungarn                          |
| 56       | Železničná spoločnosť Slovensko | ŽSSK           | Slowakei                        |
| 57       | Azərbaycan Dövlət Dəmir Yolu | ADDY           | Aserbaidschan                   |
| 59       | Kyrgyz Temir Žol – Кыргыз темир жол | KTZ, KRG       | Kirgisistan                     |
| 60       | Córas Iompair Éireann | CIE            | Irland                          |
| 61       | Rjukanbanen | RjB            | Norwegen                        |
| 62       | Schweizer Privatbahnen (Güterwagenpool) ** | SP             | Schweiz                         |
| 63       | BLS Lötschbergbahn | BLS            | Schweiz                         |
| 64       | Ferrovie Nord Milano | FNM            | Italien                         |
| 65 *     | Chemin de fer d'Anzin | ANZ            | Frankreich                      |
| 65       | Makedonski železnici | MZ             | Mazedonien                      |
| 66       | Compagnie Internationale des Wagons-Lits | CIWL           |                                 |
| 68       | Gemeinschaft der Bentheimer Eisenbahn und der Ahaus–Alstätter Eisenbahn                                                                       | AAE            | Deutschland                     |
| 70       | British Rail | BR             | Vereinigtes Königreich          |
| 71       | Red Nacional de los Ferrocarriles Españoles                                                                                                   | RENFE          | Spanien                         |
| 72 *     | Jugoslovenske Železnice | JŽ             | Jugoslawien                     |
| 72       | Železnice Srbije | ZS             | Serbien                         |
| 73       | Organismos Sidirodromon Ellados | OSE            | Griechenland                    |
| 74       | Statens Järnvägar | SJ             | Schweden                        |
| 75       | Türkiye Cumhuriyeti Devlet Demiryolları | TCDD           | Türkei                          |
| 76       | Norges Statsbaner | NSB            | Norwegen                        |
| 78       | Hrvatske željeznice | HŽ             | Kroatien                        |
| 79       | Slovenske železnice | SŽ             | Slowenien                       |
| 80 *     | Deutsche Bundesbahn | DB             | Deutschland                     |
| 80       | Deutsche Bahn | DB             | Deutschland                     |
| 81       | Österreichische Bundesbahnen | ÖBB            | Österreich                      |
| 82       | Chemins de Fer Luxembourgeois | CFL            | Luxemburg                       |
| 83       | Ferrovie dello Stato Trenitalia | FS TI          | Italien                         |
| 84       | Nederlandse Spoorwegen | NS             | Niederlande                     |
| 85       | Schweizerische Bundesbahnen Chemins de Fer Federeaux Ferrovie Federale Svizerre                                                               | SBB CFF FFS    | Schweiz                         |
| 86       | Danske Statsbaner | DSB            | Dänemark                        |
| 87       | Société nationale des chemins de fer français                                                                                                 | SNCF           | Frankreich                      |
| 88       | Nationale Gesellschaft der Belgischen Eisenbahnen Nationale Maatschappij der Belgische Spoorwegen Société Nationale des Chemins de fer Belges | NGBE NMBS SNCB | Belgien                         |
| 90       | Egyptian National Railways | ENR            | Ägypten                         |
| 91       | Société nationale des chemins de fer tunisiens                                                                                                | SNCFT          | Tunesien                        |
| 92       | Société nationale des transports ferroviaires                                                                                                 | SNTF           | Algerien                        |
| 93       | Office National des Chemins de fer du Maroc                                                                                                   | ONCFM          | Marokko                         |
| 94       | Comboios de Portugal | CP             | Portugal                        |
| 95       | Israel Railways | IR             | Israel                          |
| 96       | sherikat-e rah ahan jomhuri-ye eslami-ye iran – شركت راه آهن جمهوری اسلامی ایران                                                              | RAI            | Iran                            |
| 97       | Administration Generale des Chemins de Fer Syriens                                                                                            | CFS            | Syrien                          |
| 98       | Office des Chemins de fer de l'Etat Libanais                                                                                                  | CEL            | Libanon                         |
| 99       | Iraqi Republic Railways Establishment | IRR            | Irak                            |